# Azara microphylla
Azara microphylla Hook.f.; Azara borealis Phil; A. valdiviae Lechler ex Steud; Myrtophyllum chilense Turcz. Comúnmente llamada chinchin o roblecillo. Es una especie de arbusto o árbol pequeño, del género Azara.

## Distribución
Se le puede encontrar desde la Región del Biobío hasta la Región de Los Lagos.

## Descripción
Esta especie puede alcanzar una altura promedio de hasta 5 m. Posee hojas simples, subcoriáceas, lustrosas, de 1 cm de largo y 0,5 cm de ancho aproximadamente, el fruto es una baya esférica de color amarillento. Crece en las faldas cordilleranas, en un ambiente húmedo, cerca de cursos de agua. el uso de esta especie, al igual que la de la mayoría del género azara es principalmente ornamental. Florece a fines de octubre. Flores pequeñas, amarillas con un profundo perfume similar a la vainilla.

## Taxonomía
Azara microphylla fue descrita por Joseph Dalton Hooker y publicado en Flora Antarctica 245, en el año 1845.
Etimología
Azara, fue nombrada en honor al científico español José Nicolás de Azara.
microphylla, epíteto que se refiere a que las hojas son las más pequeñas del género
Sinonimia
- Azara borealis Phil.
- Azara valdiviae Lechler ex Steudel	[5]